# 張汝霖 (萬曆進士)
張汝霖（1557年—1625年），字肅之，號明若，一號含宇，又號醉休老人、無漏居士，浙江紹興府山陰縣人，明朝政治人物。

## 生平
幼好古學，博覽群書，徐渭曾驚歎：“幾為後生窺破”。思想開明，特設「讀史社」，不囿於朱學。萬曆二十二年（1594年）甲午科應天鄉試第六名舉人，二十三年（1595年）中式乙未科會試第五十名，三甲第二百二十名進士。禮部觀政，授廣昌縣知縣，二十六年（1598年）調清江縣知縣，三十一年（1603年）升兵部主事，三十四年（1606年）任山東鄉試副考官，所取士有篇章不具者，被停俸，三十七年（1609年）養病歸里，“頗畜聲妓，壘塊之餘，輔以絲竹陶寫”，三十九年（1611年）考察，四十年（1612年）謫兩淮鹽運司判官，四十二年（1614年）升南京刑部福建司主事，四十四年（1616年）升郎中，四十五年（1617年）出為貴州按察司僉事，四十八年（1620年）升廣西布政使司參議，天啟二年（1622年）十月調江西布政使司參議、兵備湖西，四年（1624年）升福建按察司副使，五年（1625年）三月卒於官。

## 家族
南宋張浚的後裔。曾祖張詔，贈吏部主事；祖父張天復，嘉靖二十六年進士，甘肅行太僕寺卿；父張元忭，隆慶五年狀元，左春坊左諭德兼翰林院侍讀。母王氏（封安人）。永感下。弟張汝懋（萬曆四十一年進士，大理寺右寺丞）。妻朱氏（封恭人），內閣首輔朱賡女。子張燿芳、張炳芳、張煒芳、張燁芳。張燿芳子張岱。

## 著作
張汝霖好飲食，在杭州組織“飲食社”，並撰有《饕史》，亦曾撰《韻山》，因與《永樂大典》類似而停筆。著有《石介園文集》。
有詩作：
世外幾番寒卻火，野人猶自說攢宮。
六陵草樹荒煙下，半壁山河落照中。
義士傷心偷瘗骨，前朝遺恨失和戎。
杜鵑巧作青山泣，並帶松聲咽晚風。